# ブラック・ダイヤモンド
『ブラック・ダイヤモンド』（Cradle 2 the Grave）は、2003年のアメリカ合衆国のアクション映画。
監督はアンジェイ・バートコウィアク、出演はジェット・リーとDMXなど。
バートコウィアク監督によるヒップ・ホップ・カンフー三部作の第3作である。他の2作は『ロミオ・マスト・ダイ』『DENGEKI 電撃』。

## ストーリー
とある宝石専門の貸金庫へ通じている地下鉄のトンネルで3人の泥棒（トニー、ダリア、マイルズ）が侵入を試みていた。3人は宝石商クリストフから黒い石（通称：ブラックダイヤモンド）を盗み出すように依頼されており、報酬はそれ以外のダイヤモンドであるという契約を交わしていた。なんなく貸金庫に侵入した3人は鍵を次々壊してダイヤモンドを盗み出す。クリストフが欲するブラックダイヤモンドも見つけたが、盗みの最中にトニーの携帯に知らない男から「黒い石は置いていけ」と忠告を受けるが、それを無視して逃走を謀る。電話の主は台湾の諜報員であるスーという男で、クリストフを締め上げてトニーに電話していたのだった。
時を同じくしてスーの通報により警察が地下鉄を包囲していたため、トニーとダリア、マイルズはそれぞれ別々の方向へ逃げるのだった。トニーとダリアは地下鉄車両の上に乗って警察を撒いたがアクシデントで盗んだダイヤを落としてしまう。一方、マイルズは嗅ぎ回っていたスーに見つかり撃退された後、ダイヤの入ったバッグを奪われてしまう。しかし、スーが奪ったバッグにはブラックダイヤモンドはなく、地元警察と合流して情報を集めるのだった。アジトに戻った3人は報酬のダイヤはなく、手元には隠し持っていたブラックダイヤモンドだけで、石の正体も価値もわからないトニーは売る目的でブラックダイヤモンドを武器商人のアーチーに一旦預け、クリストフの元へ向かう。だが、クリストフは元々石を盗むように指示していたリンという男によって殺害されていた後であった。殺害現場で隠れていたスーと対峙していたトニーであったが、クリストフの固定電話にリンから電話があり、「石を寄越せ」と言われるも一蹴してその場を去る。
トニーは車で帰る最中にリンの手下の2人組に終われ、路地裏で銃口を向けられるが、尾行していたスーが現れ2人組を撃退して事なきを得る。だが、同時にアーチーからブラックダイヤモンドの正体について探りを入れている最中、特殊武装した2人組に奪われたと連絡が入り、自体は更に悪化し、トニーの愛娘のヴァネッサはリンによって誘拐され、「娘を取り戻したければ石を寄越せ」と脅迫される。
特殊武装、大きなダイヤの指輪をしていたというアーチーの証言から、街を牛耳る模範服役囚のギャング、ジャンプ・チェンバーズではないかと睨んだトニーはスーと共にチェンバーズのところへ向かう。チェンバーズに事情を話したが話をはぐらかされてしまい情報を得られなかったが、直感で彼が経営するクラブにあると考え、仲間のトミー、ダリア、マイルズと共にダンスクラブの事務所へ不法侵入するが、侵入に気づかれ、トニーは自らが犠牲となってクラブの責任者であるオーディオンによって、警察に引き渡されてしまう。一方でスーはチェンバーズが経営する別のファイトクラブへアーチーと共に乗り込み、入るためにはエントリーが必要と渋々スーがエントリーする。スーの出番が来た直後、アーチーは大きなダイヤの指輪をしていた黒人を客席で発見し、締め上げて、ブラックダイヤモンドの在処を聞き出すことに成功。仲間達の協力でトニーは警察から逃げることができ、スーから「ブラックダイヤモンドはダンスクラブの噴水にある」と聞いて共にクラブに乗り込むが、石は1つだけしか残っていなかった。石は既にジャンプ・チェンバーズを殺害して在処を聞き出していたリンによって奪われたあとだった。
ヴァネッサの安否が心配であるトニーと石を取られたスーが途方に暮れていたが、リン一味によって老夫婦から盗んだとされるキャンピングカーに監禁されていたヴァネッサは車の中で携帯電話を見つけ、トニーに電話をして監禁場所の手がかりを話すも、間が悪く携帯のバッテリーが切れてしまう。スーはブラックダイヤモンドの正体は持ち運び可能な核燃料「高濃度合成プルトニウム」であることを明かした。ヴァネッサの「たくさんの椅子」「緑色のレーザーショー」という手がかりから、リン一味はブラックダイヤモンドの活性化実験を行っており、石の競売を行うと推測したトニー達は海外客がアクセスしやすいはずだと踏んで、軍のサーバをハッキングしてフライトプランを手に入れてリン一味の所在地を突き止め、急いで向かう。
一方、リン一味は海外からバイヤーを集めたブラックダイヤモンドの競売を行っており、興奮した客と揉み合って競りが長引いていた中、トミーとアーチーが戦車で急襲。銃撃戦となった。トニーは娘を救出して逃走しつつブラッドと交戦、ダリアはリンの側近であるソナと交戦、騒動のどさくさに紛れて活性化した石を持ち、バイヤーのヘリを奪って逃走を謀ったリンは銃撃戦を制したトミーとアーチーの乗る戦車によってミサイルで撃ち落とされ、スーと交戦。トニーはヴァネッサを守りつつブラッドを制し、ダリアもソナを倒して残りはリン1人であった。スーは格闘の達人であるリンに苦戦しつつも徐々に追い詰め、活性化した石をリンに飲み込ませて喉内で破壊したため、漏れたプルトニウムによってリンの身体は溶解していった。騒動が終わり警察が到着し、トニー一味は捕まると思っていたが、スーによって善処すると約束され、トニー一味はまっとうに生きると宣言してその場を去り、一件落着となるのであった。
一方で回収に成功した残った石はすべて廃棄処分する事となった・・・。

## 登場人物
ダンカン・スー
台湾の秘密警察の人間。
アンソニー・“トニー”・フェイト
泥棒グループのリーダー。ある人物からの依頼を受けて宝石店の金庫に忍び込む。
ダリア
フェイトの仲間。チームの紅一点。
ヤオ・リン
犯罪組織のボス。ブラックダイヤモンドの持ち主。
マイルズ
フェイトの仲間。
ヴァネッサ・フェイト
トニーの娘。誘拐され、逃げ出そうと模索する。
アーチー
武器商人。トニーがダイヤを売った人物。
ジャンプ
町の支配者。

## キャスト
| 役名                           | 俳優                     | 日本語吹替                                                                           | 日本語吹替 |
| 役名                           | 俳優                     | ソフト版                                                                             | テレビ朝日版 |
| ------------------------------ | ------------------------ | ------------------------------------------------------------------------------------ | --- |
| ダンカン・スー                 | ジェット・リー           | 飛田展男                                                                             | 楠大典 |
| アンソニー・“トニー”・フェイト | DMX                      | 大川透                                                                               | 山路和弘 |
| ダリア                         | ガブリエル・ユニオン     | 斎賀みつき                                                                           | 深見梨加 |
| ヤオ・リン                     | マーク・ダカスコス       | 松本保典                                                                             | 森田順平 |
| ソナ                           | ケリー・ヒュー           | 湯屋敦子                                                                             | 魏涼子 |
| ブラッド・エンフォーサー       | ウォン・ヤング・パーク   | 稲田徹                                                                               | 立木文彦 |
| マイルズ                       | ドラッグ＝オン           | 三宅健太                                                                             | 落合弘治 |
| トミー                         | アンソニー・アンダーソン | 桜井敏治                                                                             | 後藤哲夫 |
| アーチー                       | トム・アーノルド         | 稲葉実                                                                               | 石田圭祐 |
| ヴァネッサ・フェイト           | ペイジー・ハード         | 倉持良子                                                                             | 松久保いほ |
| オーディオン                   | マイケル・ジェイス       | 大黒和広                                                                             | 石塚運昇 |
| ジャンプ・チェンバーズ         | シャイ・マクブライド     | 手塚秀彰                                                                             | 池田勝 |
| その他                         |                          | 遊佐浩二 楠見尚己 河野智之 江川央生 遠藤純一 田中完 下山吉光 こぶしのぶゆき 浅井晴美 | 永井誠 後藤敦 堀越真己 野村須磨子 星野充昭 木下尚紀 大西健晴 鈴木圭悟 高宮武郎 園部好德 一馬芳和 乃神亜衣子 あさむらまほり 船木まひと |
| 初回放送                       |                          |                                                                                      | 2006年4月30日 『日曜洋画劇場』 約95分                                                                                                 |

## 作品の評価
Rotten Tomatoesによれば、122件の評論のうち、25%にあたる31件が高く評価しており、10点満点中4.48点を得ている。
Metacriticによれば、26件の評論のうち、高評価は4件、賛否混在は9件、低評価は13件で、平均して100点満点中36点を得ている。